# Дреново (Софийска област)
Вижте пояснителната страница за други значения на Дреново.
Дреново (изписване до 1945 година: Дрѣново) е село в Западна България. То се намира в Община Костинброд, Софийска област.

## География
Село Дреново се намира в планински район, близо до с.Дръмша. Дреново е вилна зона от 40 -50 къщи на хора от други населени места, разпределено в няколко махали. Има и местни, но те са малък процент.
През Дреново минава малка рекичка без име, която се впуска във водоскоци, водопади, понякога образува мочурища и езера.
Разположено е в Западна Стара планина, на невисока надморска височина, за което свидетелстват смесените гори.

## История
Някога село с постоянни жители, днес Дреново е предимно вилна зона. Църквата свидетелства за процъфтяващо преди 30 години селище, със селски площад, мегдан и др. Срещат се изоставени къщи от кал и слама, датиращи от турско време. Характерни са били каменните зидове до 1 м. Правени са примитивни кладенци, а в горите се срещат питомни джанки и сини сливи – свидетелство за живот някога.

## Културни и природни забележителности
Наблизо се намира Искърското дефиле, което от това място може да се види.

## Редовни събития
Църковен събор на Голяма Богородица (15. Август)

## Любопитни факти
От община Костинброд е търсено място за пилетарници (предприятие, където се правят опити изкуствено да се излюпят пиленца и да бъдат отгледани). Търсейки подходящо място, били взети въздушни проби от цяла България, но в Дреново бил най-чист. И днес могат да се видят сградите, отдавна запустели.
Kокошка в село Дреново, община Костинброд, съобщи БНТ. То тежи 185 грама. Кокошката-носачка е свободно пасяща. Хранена е с фураж, каза собственикът на яйцето Методи Димитров.
Яйцето от Дреново може да измести снесеното през 2008 година 180-грамово яйце в Куба.
www.trud.bg

## Фауна
Бозайници: кафява мечка, европейски вълк, чакал, лисица, белка, катерица, полска мишка, сив плъх, прилеп, див заек, благороден елен, диво прасе(глиган), къртица, земеровка.
Птици: орли, сврачки, сойки, врабчета, пъстър кълвач, щиглец, овесарка, каня, ветрушка, сокол, лястовица, бързолет, кукумявка, козодой, мишелов, синигер, брана, гарван, кукувица, червеногръдка.
Земноводни:горска жаба, дъждовник.
Влечуги:смокове, гущери, змии.